# منشور بین‌المللی تربیت بدنی، فعالیت بدنی و ورزش
منشور بین‌المللی تربیت بدنی، فعالیت بدنی و ورزش یک سند مبتنی بر حقوق است که توسط کشورهای عضو سازمان آموزشی، علمی و فرهنگی ملل متحد (یونسکو) در ۱۸ نوامبر ۲۰۱۵ در طول ۳۸ جلسه کنفرانس عمومی یونسکو به تصویب رسید. این سند جانشین قانونی منشور بین‌المللی تربیت بدنی و ورزش است، که در سال ۱۹۷۸ و در بیستمین کنفرانس عمومی یونسکو به تصویب رسید.
منشور اصلی، که در سال ۱۹۹۱ اصلاح شد، اولین سند مبتنی بر حقوق بود که می‌گوید "تمرین تربیت بدنی و ورزش یک حق اساسی برای همه است". براساس روحیه جهانی منشور اصلی (۱۹۷۸) و ادغام تحولات چشمگیر در زمینه ورزش در طی ۳۷ سال گذشته، منشور اصلاح شده ورزشی مزایای سلامتی فعالیت بدنی، گنجاندن افراد معلول، محافظت، نقش کودکان، نقش ورزش در توسعه و صلح و همچنین نیاز به حمایت از یکپارچگی ورزش در برابر دوپینگ، خشونت ، دستکاری و فساد را برجسته می‌کند.

## اهداف
در دوازده مقاله مختصر، منشور اصلاح شده به عنوان مرجع جهانی در مورد معیارهای اخلاقی و کیفی تربیت بدنی، فعالیت بدنی و ورزش مطرح می‌کند. این سند جدید ضمن حفظ هدف اولیه منشور ۱۹۷۸، نشانگر تعهد تجدید شده جامعه بین‌المللی ورزش برای ارتقای فعالانه ورزش به عنوان یک کاتالیزور برای صلح و توسعه است.
نسخه اصلاح شده منشور ورزشی چارچوبی را فراهم می‌کند که حمایت از یکپارچگی ورزش را بیان می‌کند و از سیاست‌های گسترده‌تری به نفع ورزش مردمی حمایت می‌کند. همچنین، آموزش ورزشی را به عنوان محرک ارتقاء برابری جنسیتی، شمول اجتماعی، عدم تبعیض و گفتگوی پایدار در جوامع ما می‌شناسد.
ایرینا بوکووا، مدیر کل یونسکو گفت: "تصویب منشور اصلاح شده باید تغییر واژگان به سمت عمل، از قصد سیاست تا اجرای منشور باشد. این موضوع یک بحث جدید بین‌المللی در مورد سیاست‌های ورزشی را ایجاد می‌کند، که هم اکنون باید بر مبادله تمرین‌های خوب، برنامه‌های آموزش و تمرین، توسعه ظرفیت و وکالت متمرکز شود. این منشور همچنین یک شناخت جدی از آموزش بدنی به عنوان محرک ارتقاء برابری جنسیتی، شمول اجتماعی، عدم تبعیض و گفتگوی پایدار در جوامع ما است. "